# Шлосберг, Изя Мовшавич
Изя Мовшавич Шлосберг (род. 4 ноября 1950, Пинск) — советский и американский художник, писатель. 

## Биография
Родился 4 ноября 1950 г. в Пинске (в настоящее время Белоруссия (Республика Беларусь)). Дед Изи был раввином, и в Пинске Изю так и звали «Внук раввина».
В 1973 году окончил факультет технологии ремонта машин Белорусского института механизации сельского хозяйства (БИМСХ), а в 1981 Московский университет искусств (преп. С. М. Манизер, Н. И. Касаткин)
До 1994 работал на инженерных и руководящих должностях на предприятиях г. Пинска.
Обладатель 32 авторских свидетельств на изобретения и промышленные образцы.
С 1973 г. участвует в городских выставках. После окончания университета начинает выставляться за пределами республики, проводит две персональные выставки.
В 1990 г. участвует в создании группы АртФакт (вместе с Евгением Кузнецовым, Виктором Сагановичем, С. Жилевичем), в составе которой выставляется за пределами СССР.
Начиная с 1969 г. готовит сценарии вначале для КВН, а после 1978 г. для различных шоу. В 1986 г. вместе с О. Шендер создает театрально-музыкальную группу, в которую вошли А. Ляшук, С Кочемировский, О. Черняк, А. Байрошевский, Р. Боркина, Т. Савилович, В. Бобкова, В. Левин, и др., а также музыканты группы Фаэтон (С. Козловский, С. Калина, В. Колошва, Н. Грамотнев, Л. Иванова, Л. Заубе).
С апреля 1994 г. проживает с семьей в США, в Балтиморе (штат Мэриленд), где он начинает выставляться соло и группой с художниками, живущими в США (Е. Золотницкой, Г. Гурвичем, Д. Германом, Н. Волковым, Е. Флёровой, А. Ануфриевым)
Примерно 300 работ художника находятся в частных коллекциях, галереях и музеях, включая Музей Джейн Вурхис Зиммерли (англ.), коллекция Нортона и Нэнси Додж (англ), коллекции правительства Вашингтона (англ.), культурном центре Гранады (Испания), музее г. Ашдод (Израиль). Его работы были представлены более, чем в 70 выставках, шоу, коммерческих  и благотворительных  аукционах в Белоруссии, Украине, России, Венгрии, Испании, Германии и США.
Начиная с 90-х И. М. Шлосберг начинает использовать картины для реализации своих философских концепций, благодаря чему становится известным в Нью-Йорке и Балтиморе как Izya Shlosberg, а после победы в 2008 г. на вашингтонской выставке-конкурсе Artomatic (900 участников) также и в Вашингтоне.
Высказываясь о роли художника в создании произведений, он подчеркивает, что не только художник, но и зритель является участником процесса; зритель зачастую является образованней и умнее художника. Художник, благодаря интуиции, утонченному восприятию предлагает идею, которую зритель примеряет к себе, развивает и углубляет.
В начале 2000-х вместе с поэтами Юрием Брагинским, Барри Вершовым, Александром Габриэлем, Наталией Гройсман, Борисом Кокотовым, Еленой Максиной, Еленой Сосниной и Инной Ярославцевой И. М. Шлосберг участвует в создании сборника Одним файлом, но после этого полностью уходит в прозу, так как видит в ней более удобный инструмент для популяризации философских идей.
И. М. Шлосберг считает, что все известные нам явления и объекты обладают полифункциональностью — то, что для одних является едой, для других может быть орудием труда или предметом культа. Нельзя оценивать их утилитарность только с позиций человека. («Курица имеет основания сомневаться в способности человека мыслить, не менее, чем мы в её».) Эти идеи заложены в роман «Четыре всадника Апокалипсиса», вошедший в книгу Хранитель.
В этом же романе он предлагает рассматривать способы познания не только как сенсибельное и интеллигибельное, но и, например, эмоциональный способ познания. "Природа скупа, и если она что-то и дает, то в последнюю очередь для развлечения. Картина для меня — это не более и не менее — метод познания, " — цитирует его журнал Чайка (США) в своей статье о художнике.
В романе Серая зона он продолжает популяризацию своих философских идей. И. М. Шлосберг считает, что наиболее интересные идеи и решения зарождаются на стыках теорий. Например, картина и литературное произведение, описывающие одно и то же явление, причем картина не является иллюстрацией, а литературное произведение — не описанием картины. В этом случае зритель-читатель получает комплексный эмоционально многопараметрический объект.Transcending Images[Ernst Zaltsberg. Russian Jews in America. Book 3. (ISBN 978-5-89332-147-0)]
И. М. Шлосберг учредитель веб-сайта АртФакт, один из учредителей творческого союза (совместно с Б. Вершовым и Б. Кокотовым)Shiva-club, объединяющего около 100 художников, писателей, поэтов и музыкантов. С 2010 И. М. Шлосберг — член редколлегии журнала Азимут, член объединения художников MAP штата Мэриленд.

## Работы находятся в собраниях
- Музей Джейн Вурхис Зиммерли, США.[3]
- Коллекция Нортона и Нэнси Додж, США.[3]
- Коллекции правительства Вашингтона, США.
- Культурный центр Гранады, Испания.
- Музей г. Ашдод, Израиль.

### Журналы
- Рассказ «Аза» (Соавтор Е. Соснина) — «Чайка» (США), ж, Номер 20(55) от 21 октября 2005 г.
- Рассказ «Командировка» — «Чайка» (США), ж, Номер 7 (90) от 1 апр. 2007 г.
- Рассказ «Телефонный монолог» — «Чайка» (США), ж, Номер 23 (82) от 1 дек. 2006 г.
- Рассказ «Свистун» — «Чайка» (США), ж, Номер 4 (63) от 17 февр. 2006 г.
- Рассказ «Как мы покупали места на кладбище» — «Я» (США), ж, 17 июня 2007 г.
- Рассказ «Вторая Тора» — Млечный Путь, ж. (Израиль), Карлин ж. (Беларусь)
- Рассказ «Человек снега» — Млечный Путь, ж (Израиль)
- Рассказ «Золотой ключик» — Магия ПК, ж, янв. 2009, СПб  (недоступная ссылка)
- Рассказ «Проблема выведенного яйца» — Магия ПК, ж, фев. 2009, СПб  (недоступная ссылка)
- Рассказ «Охра» — Магия ПК, ж, янв. 2008, СПб
- Рассказ «Пульт» — Магия ПК, ж, янв. 2009, СПб  (недоступная ссылка)
- Рассказ «В жёлтом городе нет санаториев», ж. «РБЖ Азимут» № 12/10, Одесса, Украина ISSN
- Рассказ «Бессонница», ж. «РБЖ Азимут» № 15/11, Одесса, Украина ISSN
- Рассказ «Красная птица на чёрном фоне», ж. «РБЖ Азимут» № 17/11, Одесса, Украина ISSN

### Сборники
- «Точка невозвращения». Hanna Concern Publishing, RBG-Azimut, 632 с., ISBN 978-1496108425.
- «Игрушки для взрослых». Hanna Concern Publishing, RBG-Azimut, 632 с., ISBN 978-1482020649.
- Литературный альманах «АвторЪ», 448 Фантастика, с., ISBN 978-5-91775-099-6.
- «Дверь, которой не было». Hanna Concern Publishing, RBG-Azimut, 600 с., ISBN 978-1-4681-1055-5.
- «РБЖ-Азимут 2010». Hanna Concern Publishing, RBG-Azimut, 648 с., ISBN 978-1-4564-1301-9.
- «Светотени» (Балтимор, США) ISBN 1-4538-7467-4 (авторы: А. Альбов, П. Амнуэль, С. Букина, И. Голдин, Ю. Гофри, Е. Добрушин, В. Зубарева, И. Кадин, С. Каминский, В. Контровский, А. Лаптев, С. Лысенко, Е. Соснина, А. Тарнорудер, Е. Халь, И. Халь, В. Шимберев, Л. Шифман, И. Шлосберг).
- «Завтра будет ветер». Hanna Concern Publishing, RBG-Azimut, 720 с., ISBN 978-1-4536-5578-8.
- «Авантюра по имени жизнь», Hanna Concern Publication, Baltimore 2009, 608 с., ISBN 978-1-4499-6671-3.
- «Из офиса с любовью», (Соавтор рассказа С. Лысенко), Астрель СПб, 2009, 218с. ISBN 978-5-9725-1551-6.
- «Бремя пророка», Млечный Путь, 300 с., ISSN 19940645.
- «Одним файлом», Seagull-Press, USA, 5, 290 с.

### Книги
- «Хранитель», Seagull-Press, USA, 2006, 410 с., ISBN 978-0-9791791-1-2.
- «Серая Зона», Hanna Concern Publication, Baltimore 2008, 448 с., ISBN 978-1-4421-7379-8.
- «Свет за спиной», Hanna Concern Publication, Baltimore 2008, 464 с., ISBN 978-1-4486-1712-8.
- «Transcending Images» (Соавтор Б. Кокотов), Hanna Concern Publication, Baltimore 2009, 64 с., ISBN 978-1-4486-9097-8.
- «Цвет слов» (соавтор Соснина, Елена Михайловна)ISBN 978-1-4563-8207-0.
- «Четыре ангела Апокалипсиса», Hanna Concern Publication, Baltimore 2011, 464 с., ISBN 978-1-4611-1662-2.
- «Стихи разных лет», Hanna Concern Publication, Baltimore 2011, 144 с., ISBN 978-1-4610-5079-7.
- «Хвост варана», Hanna Concern Publication, Baltimore 2011, 448 с., ISBN 978-1-4679-5966-7.
- «Да и нет», Hanna Concern Publication, Baltimore 2012, 504 с., ISBN 978-1-4750-7869-5.
- «Рифма на палитре», соавтор Соснина, Елена Михайловна, ISBN 978-1482020793.
- «Эквилибриум. стихоживопись» (совместно с Александром Габриэлем) Hanna Concern Publishing, USA, 72 c.., 2013,] ISBN 978-149270478.
- «Город без Подлокотников» (совместно с Юлией Драбкиной) Hanna Concern Publishing, USA, 72 c.., 2014, ISBN 978-1501007194.
- «У решетки» (совместно с Барри Вершовым) Hanna Concern Publishing, USA, 96 c., 2014, ISBN 978-1505216004.
- «Когда вы вернетесь, нас не будет», Hanna Concern Publication, Baltimore 2014, 520 с., ISBN 978-1502983039.
- «Мотылек» (совместно с Мариной Павловой) Hanna Concern Publishing, USA, 72 c., 2014, ISBN 978-1503231832.
- «Не будем о грустном» (совместно с Ларисой Грановской) Hanna Concern Publishing, USA, 72 c., 2014, ISBN 978-1503147980.
- «Ни слова о Пинске» (совместно с Феликсом Чечик) Hanna Concern Publishing, USA, 72 c.., 2014, ISBN 978-1500912666.

Рассказы на веб сайте АртФакт